# 橘湾火力発電所
橘湾火力発電所（たちばなわんかりょくはつでんしょ）は、徳島県阿南市橘町小勝3にある電源開発（J-POWER）の石炭火力発電所。

## 概要
橘湾内の小勝島西部の埋立地に建設された石炭火力発電所である。2000年（平成12年）7月に1号機が運転を開始、2号機までが建設された。発電された電力は、3分の2が紀伊水道直流連系設備（阿南紀北直流幹線）で紀伊水道を渡り、関西電力（受電140万 kW）に送電されるほか、四国電力（受電30万 kW）と中国電力（受電30万 kW）、九州電力（受電9.4万 kW）も受電している。
1・2号機とも国内最大の出力105万 kWであり、総出力でも中国・四国地方最大出力の火力発電所である。発電効率向上のため、主蒸気温度600 ℃、再熱蒸気温度610 ℃、主蒸気圧力25.0 MPaとした超々臨界圧のボイラーおよび蒸気タービンを採用した。
海外から輸送され、ここで陸揚げされた石炭は、小型石炭輸送船に積み替え、高砂火力発電所でも使用される。また四国電力と共同で、PR施設「Jパワー＆よんでんワンダーランド」を運営している。
敷地の北隣には四国電力橘湾発電所があり（一部敷地を共有）、さらに入り江を挟んで北向かい側には阿南発電所がある。これらの発電所群は密接に連携を取って発電している。

## 発電設備
- 総出力：210万kW[3]

1号機
定格出力：105万kW
使用燃料：石炭
蒸気条件：超々臨界圧（Ultra Super Critical）
熱効率：45%（低位発熱量基準）
営業運転開始：2000年（平成12年）7月27日
2号機
定格出力：105万kW
使用燃料：石炭
蒸気条件：超々臨界圧（USC）
熱効率：45%（低位発熱量基準）
営業運転開始：2000年（平成12年）12月15日

## アクセス
- 徳島バス阿南福井大原バス停から徒歩約20分。
- JR牟岐線阿波橘駅から車で約15分。
- JR牟岐線阿波福井駅からタクシーで約10分。